# Ali Shalabi
Ali Shalabi (arab. علي شلابي) – libijski sztangista, olimpijczyk.
Shalabi wystąpił na Letnich Igrzyskach Olimpijskich 1980 w kategorii do 56 kg. Z wynikiem 215 kg w dwuboju zajął przedostatnie 17. miejsce wśród zawodników sklasyfikowanych (startowało 21 sportowców). W rwaniu uzyskał 95 kg i 19. wynik ex aequo z Lorenzo Orsinim z Australii. Podrzut zakończył rezultatem 120 kg, co dało mu 17. pozycję w tej części turnieju (jedynym sklasyfikowanym sztangistą, którego Libijczyk wyprzedził, był Ashok Kumar Karki z Nepalu).
Uczestnik mistrzostw świata. W kategorii do 56 kg wystąpił na zawodach w 1978 i 1979 roku. Podczas pierwszego z turniejów uzyskał przedostatni 14. rezultat w dwuboju, osiągając wynik 200 kg (80 kg w rwaniu i 120 kg w podrzucie). W 1979 roku nie ukończył rwania, przez co został niesklasyfikowany (w podrzucie uzyskał 120 kg).